# Charles Maurras
Charles-Marie-Photius Maurras (n. 20 aprilie 1868, Martigues, Provence-Alpes-Côte d'Azur, Franța – d. 16 noiembrie 1952, Indre-et-Loire, Centre-Val de Loire, Franța) a fost un autor, politician, poet și critic literar francez. A fost un organizator și principal filosof al Acțiunii Franceze, o mișcare politică monarhistă, corporatistă și contrarevoluționară. A fost ales membru al Academiei Franceze în 1938, dar a fost exclus în 1945.

## Tinerețe

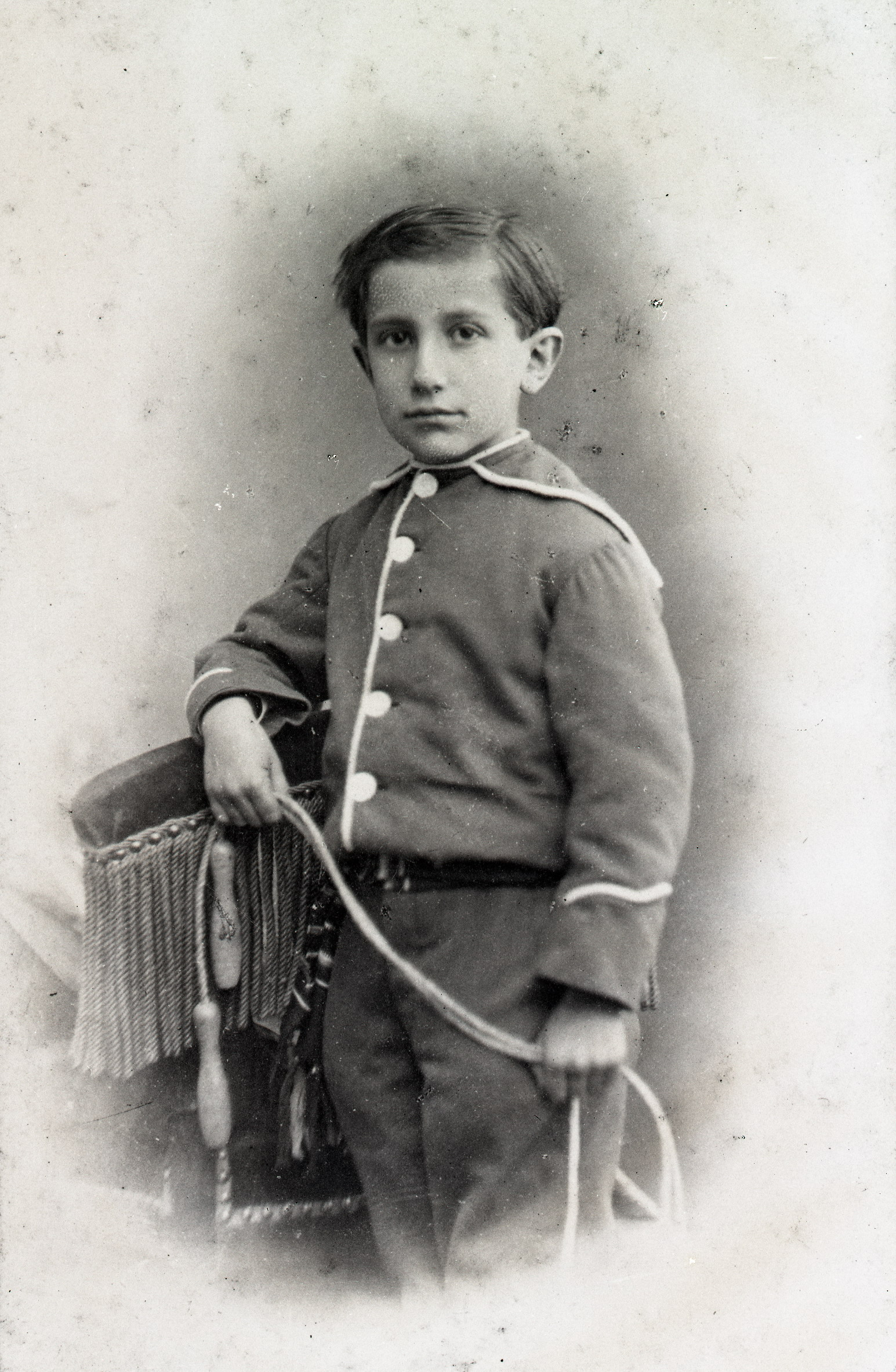
Un tânăr Maurras în 1877

Maurras s-a născut la 20 aprilie 1868 într-o familie provensală, fiind crescut de mama și bunica sa într-un mediu catolic și monarhist. La începutul adolescenței, a devenit surd. 
La vârsta de 17 ani a publicat primul articol în revista Annales de philosophie chrétienne.
În 1887, la vârsta de 19 ani, s-a mutat la Paris pentru a scrie critică literară în revista Observateur.
În 1899, Maurras a fondat revista Acțiunea Franceză, o ramură a ziarului creat de Maurice Pujo și Henri Vaugeois în anul precedent.

## Activitate politică

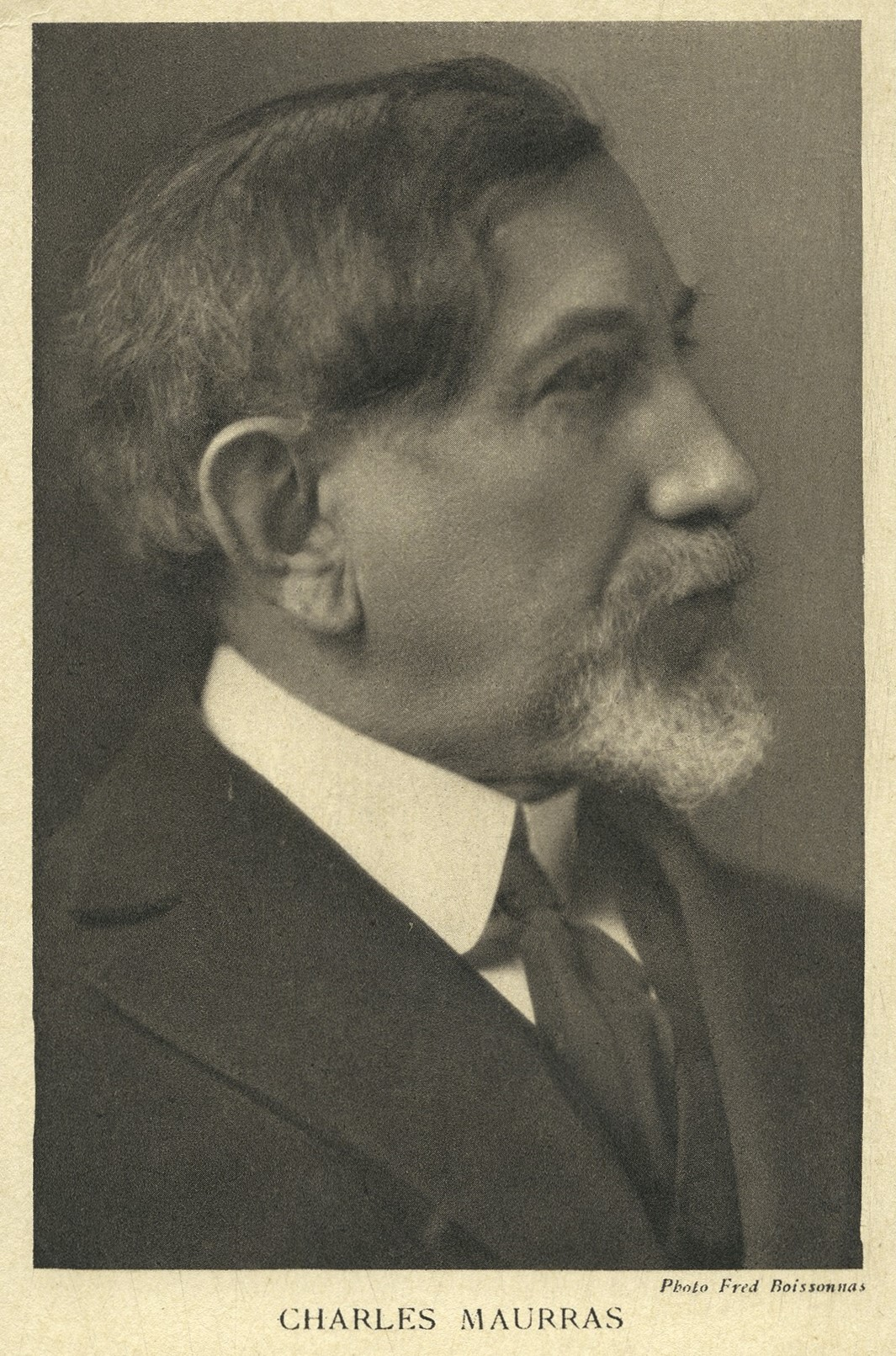
Maurras în 1925

Maurras a susținut intrarea Franței în Primul Război Mondial împotriva Imperiului German. În timpul războiului, l-a acuzat pe bancherul Emile Ullman că ar fi agent german, ceea ce a dus la demisia acestuia din consiliul de administrație al Comptoir d'Escompte. Apoi a criticat Tratatul de la Versailles, considerându-l prea indulgent cu Germania și a condamnat politica de cooperare a lui Aristide Briand.

### Perioada interbelică
În 1925 a cerut uciderea lui Abraham Schrameck, ministrul de interne, care ordonase dezarmarea ligilor de extremă dreaptă. Pentru această instigare, a fost condamnat la o amendă și un an de închisoare cu suspendare.
În 1927, sub papa Pius al XI-lea, mai multe lucrări ale lui Maurras au fost incluse în Index Librorum Prohibitorum, iar ziarul Acțiunea Franceză a devenit primul cotidian interzis de Biserica Catolică. Tot în acel an, Vaticanul a interzis accesul membrilor AF la împărtășanie.
În 1936, după ce a amenințat cu moartea pe Léon Blum, liderul socialist francez, Maurras a fost condamnat la opt luni de închisoare. Temându-se de comunism, s-a alăturat pacifiștilor și a lăudat Acordul de la München din 1938.
La 8 iunie 1938, după eșecuri repetate începând din 1924, Maurras a fost ales membru al Academiei Franceze. În același an, Papa Pius al XII-lea a anulat condamnarea Acțiunii Franceze de către predecesorul său.

### Al Doilea Război Mondial
În timpul celui de-[[Al Doilea Război Mondial],] Maurras s-a opus Germaniei naziste și Italiei fasciste, dar a susținut Regimul de la Vichy, considerând că Franța Liberă era un stat marionetă al Uniunii Sovietice. El și-a explicat sprijinul pentru Vichy, scriind: „Ca regalist, nu am pierdut niciodată din vedere necesitatea monarhiei. Dar pentru a-l întrona pe moștenitorul regal, moștenirea trebuia salvată.”
După prăbușirea regimului de la Vichy, Maurras a fost acuzat de complicitate cu inamicul și a fost condamnat la închisoare pe viață. Academia Franceză i-a declarat locul vacant, fără a-l exclude formal (la fel ca în cazul mareșalului Pétain), și a ales un succesor după moartea sa.

### Ultimii ani din viață
Ultimii ani din viață, petrecuți în mare parte în închisoarea de la Clairvaux, au fost pentru Maurras și un prilej de introspecție asupra chestiunii Rezistenței și a tratamentului aplicat evreilor în timpul războiului. Cu toate acestea, el a continuat să susțină necesitatea unui antisemitism de stat, afirmând că evreii ar avea o naționalitate proprie, diferită de cea franceză.
În 1949, Maurras și Maurice Pujo au trimis o scrisoare către ministrul justiției, solicitând revizuirea procesului lor. 
La 21 martie 1952, Charles Maurras a beneficiat de o grațiere medicală, acordată de președintele Vincent Auriol și a fost transferat la o clinică din Saint-Symphorien.
La 13 noiembrie 1952, a cerut să i se administreze ultimele sacramente. La 15 noiembrie a cerut rozariul.
A murit în dimineața zilei de 16 noiembrie 1952 și a fost înmormântat în cimitirul din Roquevaire (Bouches-du-Rhône).

## Galerie

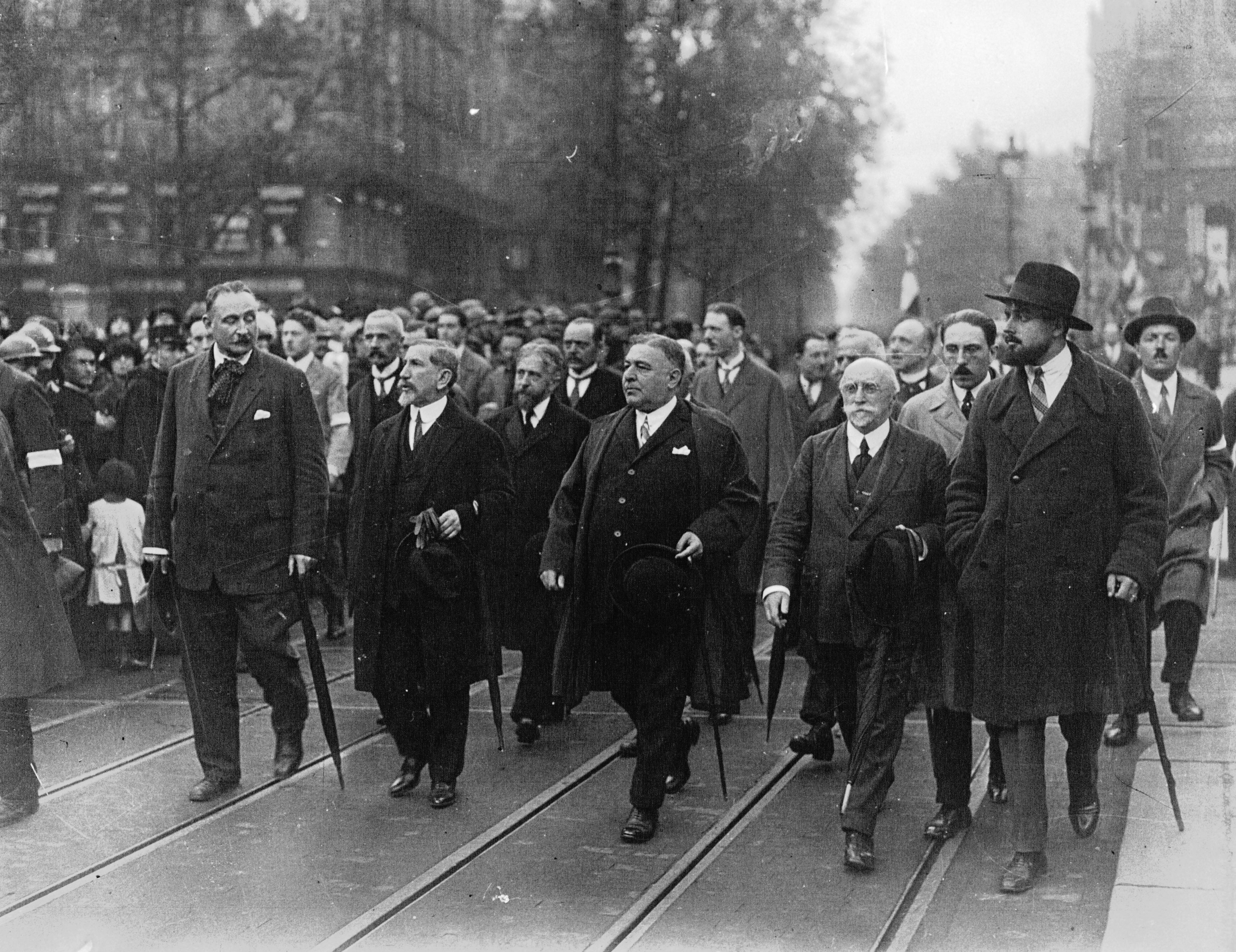
Maurras cu Acțiunea Franceză în 1927
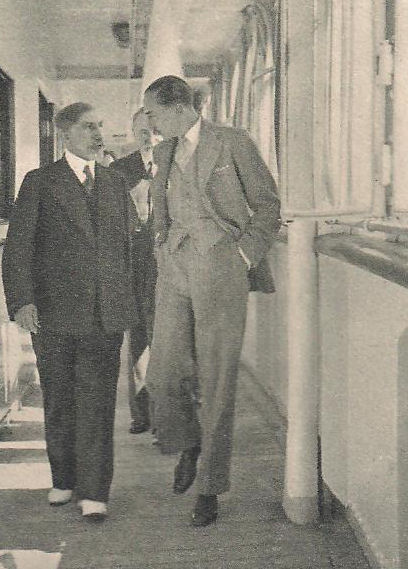
Charles Maurras și Prințul Henri în 1934
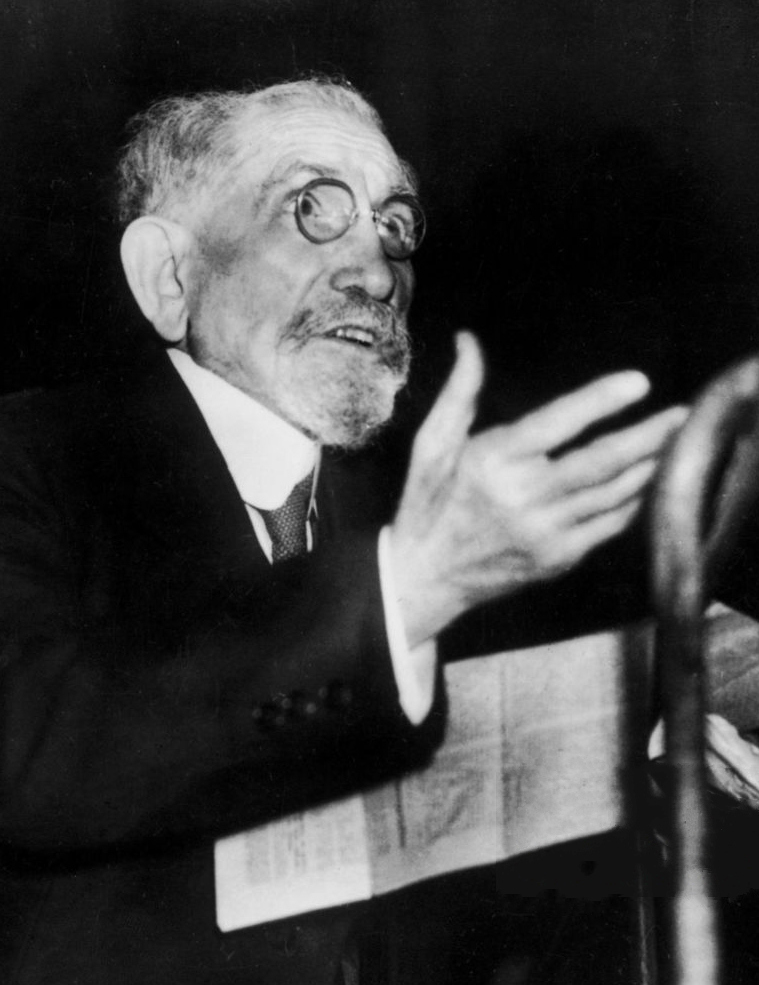
Maurras în proces în 1945
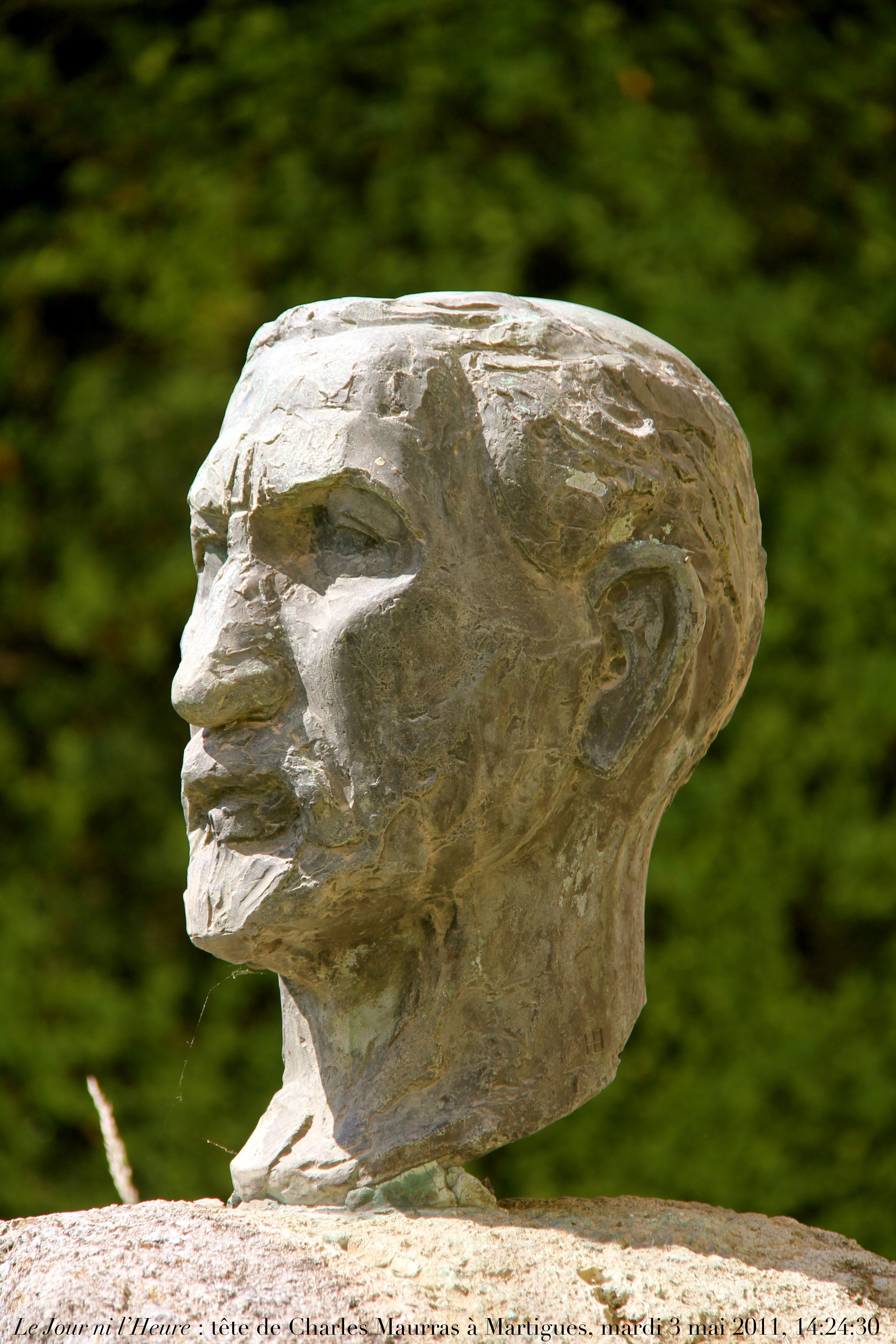
Bustul lui Maurras în Martigues